# WWE SmackDown vs. Raw 2009
WWE SmackDown vs. Raw 2009 (сокращённо — WWE SvR 2009) — компьютерная игра, разработчиком которой является Yuke’s, издателем — THQ. Игра была выпущена для PlayStation 2, PlayStation 3, PlayStation Portable, Wii, Nintendo DS, Xbox 360, а также для мобильных систем. Это десятая компьютерная игра из серии WWE, являющаяся продолжением WWE Smackdown vs. Raw 2008, и продолженная игрой WWE SmackDown vs. Raw 2010. TOSE разрабатывали игру для платформы Nintendo DS. Игра вышла в продажу 9 ноября 2008 года в США, 7 ноября того же года — в Европе.
Основой игре служит федерация профессионального реслинга — World Wrestling Entertainment (WWE). Даже название игры содержит названия двух брендов промоушена — SmackDown и Raw. В игре впервые в серии появился новый тип матча — Inferno, была переработана система командных матчей, а также четыре новых режима: «Create a Finisher» («Создай Завершающий Приём»), Road to WrestleMania, «Карьера» и режим «Сезон» в мультиплеере.

## Геймплей

### Матчи
Одной из основных особенностей игры стали измененные командные матчи. Добавлены новые виды передачи «тага» (смены рестлеров на ринге) — к примеру, «hot tag» — если рестлер на ринге сильно поврежден, он может передать особенный таг партнеру за канатами, что поможет ему эффективнее войти в бой. Так же добавлен «слепой таг» — партнер за канатами теперь может задеть партнера на ринге, тем самым осуществив передачу тага. Использование партнера серьезно облегчало бой, ведь он мог захватить противника у канатов, а мог опустить верхний канат, чтобы противник улетел за ринг. Полоса «моментум» теперь делилась на двоих, а у команды появились завершающие приёмы «на двоих».

Иллюстрация переработанной командной работы.

SmackDown vs. Raw 2009 стала первой игрой, в который появился матч Inferno, в котором главной целью было выбросить противника через верхний канат. Усложнялось условие тем, что ринг был окружен огнём. Необходимо довести температуру у канатов до 500 °F (или до 300 °C в европейской версии), после чего пытаться перекинуть противника через них. В версиях для Nintendo DS и Wii этот матч был недоступен.
Некоторые типы матчей были возвращены из прошлых игр серии. К примеру, вернулись бои в раздевалке или за кулисами — никаких правил, условие одно — отправить соперника в нокаут. В прошлой игре подобный тип был представлен боями на парковке. Гаунтлет-матч так же вернулся в этой игре — один рестлер должен был сражаться с несколькими другими, появляющимися после исключение из боя предыдущего. Но, в отличие от предыдущих игр WWE SmackDown! vs. Raw режимы Генерального менеджера, «Создай Титул» и «Создай PPV» не были добавлены в SmackDown! vs. Raw 2009.
Версии Wii и DS тоже обзавелись новыми типами матчей — матч в стальной клетке и матч с лестницами теперь были доступны для Wii, а DS вместе с этим получила версию, дополненную матчами со столами и TLC-матчами.
Стили боя из предыдущей версии были заменены бойцовскими способностями. К каждому рестлеру можно было применить шесть из двадцати различных способностей, которые могли бы помочь в той или иной степени. В игре впервые появились коронные приёмы — особенные действия, которые выполняются рестлером перед завершающим приёмом. Когда полоса «моментум» заполнялась до конца, игрок мог провести коронный приём, после чего — сразу или через какое-то время — завершающий.
Новая система выбора цели могла помочь в более удобной тактике ведения боя — в настройках стало возможным выбрать «полуавтоматический выбор цели», что давало возможность переключаться между целями-рестлерами.
Японская компания TOSE взяла в свои руки разработку версии для Nintendo DS. В отличие от управления в предыдущей версии, где основополагающим средством управления был стилус, эта игра использовала D-pad для управления, а также левую кнопку — «плечо» для воплощения финишёров. В новой версии игроку давался полный контроль за действиями рестлера на ринге и за ним, а также появилась полоса «моментум». Тем не менее, приёмы, удары и болевые всё равно контролировались стилусом.

### Режимы игры
Road to WrestleMania:
В этом новом режиме, игроки могли выбрать одного из пяти рестлеров для прохождения сюжетной линии: Игрока, СМ Панка, Гробовщика, Джона Сину или Криса Джерико. Сюжет был построен таким образом, чтобы соответствовать персонажу рестлера.
- Частью акцента на команды в этой игре, в режим был включен кооперативный сюжет, в котором один игрок играл за Батисту, а другой — за Рея Мистерио[4][12]. В версию для Wii так же был включен режим «Дорога на WrestleMania», заменив режим «Main Event» из прошлой части[1].

Режим «Карьера»:
В отличие от режима «Road to WrestleMania», в режиме «Карьера» были задействованы все рестлеры и Дивы — от реально существующих до созданных в режиме «Создай Рестлера». Главной целью режима ставился титул, за который рестлеру предстояло побороться со многими претендентами и который выбирался самим игроком. После каждого матча в этом режиме, персонажу игрока давались очки прокачки, распределяемые в зависимости от стиля боя в матче.
Nintendo DS:
Вдохновленные своей игрой, Dragon Quest Heroes: Rocket Slime, TOSE добавили в версию для Nintendo DS элементы RPG в режим «Сезон». Игроки могли ходить по арене, усовершенствовать свои навыки в тренировочном зале или с помощью «WWE Shop» и взаимодействовать с рестлерами для начала фьюдов. Различные миссии, дающиеся игроку, по мере их прохождения приближали протеже играющего к владению титулом. Созданные бойцы смогут использовать этот режим карьеры.

### Режимы создания
В игру был введен совершенно новый режим: «Создай-Завершающий-Приём» («Create-A-Finisher»). Здесь, игрок мог скомбинировать до десяти из 500 анимаций для создания уникального завершающего приёма. Помимо выбора, игрок мог настраивать скорость совершения анимации — быстрее или медленнее. Одним из немногих минусов режима был недостаток стоек перед началом завершающего приёма. При этом, THQ пообещали, что в будущих играх стоек будет больше. Этот режим не был представлен в версии для Wii.
Другим важным нововведением стал «Highlight Reel», где игроки могли записать последние 30 секунд идущего матча, а после редактировать записанное видео с помощью различных позиций камер, визуальных и звуковых эффектов. Игрок мог сохранить до 20 записей и затем загрузить в сеть для других игроков. Режим был представлен в версиях для PlayStation 3 и Xbox 360. Оба описанных выше режима заменили режим «Создай-Титул» («Create-a-Belt»), который не получил особой поддержки фанатов.
Одежда у созданных рестлеров получила физическую модель и теперь реалистично двигалась вместе с самим рестлером. Более 70 % вещей стали трёхмерными, из них 25-30 % были абсолютно новыми. Nintendo DS впервые получила лимитированную версию режима «Создай-Рестлера».
Редактор ростера дал возможность смены брендов для рестлера, смены гиммика (фейс/хил) и титулов для матчей.
Режим создания выходов на арену был дополнен выходами для команд. Режим для Wii так же содержал командные выходы, хоть и лимитированный. Используя Wii Remote, игрок мог взаимодействовать со стандартными выходами и празднованиями, позируя в начале или избивая соперника после матча. Удачные позирования во время выхода игрока давали бонусы в старте матча.

### Онлайн-новшества
В версии игры для Wii стало возможно играть с друзьями по сети. Голосовой чат был включен в версиях для PlayStation 3 и Xbox 360. Так же стало известно, что татуировки, использующиеся на созданном персонаже будут видны в онлайн-режимах Игра по сети не была доступна в версии для PlayStation 2.
После жалоб на устаревшие ростеры в предыдущих играх, THQ объявила о введении DLC чтобы идти в ногу со временем при помощи новых рестлеров и альтернативных костюмов.

## Разработка
Следуя словам THQ, время загрузки уменьшено на 50 %. Пример тому — снижение времени загрузки перед выходом рестлера на ринг.

### Саундтрек
Как и в предыдущих играх серии, саундтреком игры стали как песни рестлеров во время их выхода (многие из которых сочинены музыкальным руководителем WWE, композитором Джимом Джонстоном), так и различные другие лицензированные песни.
| Исполнитель   | Песня                 |
| ------------- | --------------------- |
| Bloodsimple   | «Dead Man Walking»    |
| Burn Halo     | «Save Me»             |
| Disturbed     | «Perfect Insanity»    |
| Egypt Central | «Taking You Down»     |
| Egypt Central | «You Make Me Sick»    |
| The Exies     | «Lay Your Money Down» |
| Murs          | «SWC»                 |
| P.O.D.        | «Addicted»            |
| Six           | «Better Than Mine»    |
| Steriogram    | «Get Up»              |

Некоторые музыкальные темы рестлеров так же играли в меню игры. Игрокам была дана возможность использовать свою собственную музыку для рестлеров, используя музыку на своём жестком диске.
P.O.D. представили сразу две свои песни — «Addicted» и «Booyaka 619» (музыкальная тема Рея Мистерио).

## Ростер
В игру были включены такие выдающиеся рестлеры, как The Undertaker, Edge, Shawn Michaels, Triple H, Kane, Matt Hardy, Randy Orton, John Cena, Batista и Rey Mysterio. Новыми рестлерами и Дивами в игре стали: Evan Bourne, Kofi Kingston, Beth Phoenix, Layla, The Miz, Santino Marella, Ted DiBiase и Brian Kendrick. Джон Хенниган впервые появился в игре как Джон Моррисон (в предыдущих играх серии он был представлен как Джонни Найтро). В этой игре Мария Канеллис впервые появилась как играбельный персонаж. В игре впервые с WWE SmackDown! vs. Raw 2006 и WWE SmackDown! vs. Raw 2007 появились Крис Джерико и Биг Шоу соответственно. Последнее появление в серии стало для рестлеров: Ric Flair, Elijah Burke, Charlie Haas, Super Crazy, Snitsky, Victoria, The Boogeyman, Paul London, Ashley, Jillian Hall, Candice Michelle and Big Daddy V (появлялся как Viscera в SvR 2007).
Эван Борн, Тэд ДиБиасе, Чарли Хаас и Super Crazy появились в игре в качестве DLC на PlayStation 3 и Xbox 360. Эта первая и единственная игра серии WWE, в которой не появились The Rock и Stone Cold Steve Austin. Вейдер, Doink The Clown, Bushwackers Butch and Luke и Earthqake так же появились в игре.

## Реклама и релиз

Содержимое коллекционного издания в выпуске для Северной Америки (PlayStation 3).